# 本田望結
本田望結（日语：／ Honda Miyu */?，2004年6月1日—），日本女演員及花式滑冰選手，京都府出身。隸屬於奧斯卡傳播。目前就讀於早稻田大學

## 演出作品

### 電視劇
- 再見我們的幼稚園（日语：さよならぼくたちのようちえん (テレビドラマ)）（2011年，日本電視台） - 持田美琴
- MARUMO的規定（2011年，富士電視台、第3-10集） - 遠藤真奈美
- 原來是美男（2011年，TBS、第1集）
- 家政婦三田（2011年，日本電視台） - 阿須田希衣
- 兒童警察（2012年，TBS） - 林舞子
- Summer Rescue～天空的診療所～（2012年，TBS電視台） - 平原桃花
- 名探偵柯南特殊劇集 ~工藤新一京都新撰組殺人事件（2012年4月12日，NTV）
- Doctor-X～外科醫·大門未知子～第二部（2013年，朝日電視台，第8、9集） - 村田九留美
- 偵探少女有紗的事件簿（2017年，朝日電視台，SP）- 綾羅木有紗
- Byplayers 2：如果名配角在TV東晨間劇裏挑戰無人島生活的話（2018年，東京電視台）- 花崎志麻子
- 陰陽師（2020年，朝日電視台）- 露子姫
- 反正妳也逃不掉（2021年，MBS）- 向坂翼
- OCTO～感情搜查官 心野朱梨～（2022年，讀賣電視台，第1集）- 宇野渕咲子
- 少年的深淵（2022年，MBS） - 秋山朔子
- 連續電視小說 爛漫（2023年，NHK）- 槙野千鶴
- 雙人單身露營（2025年，TOKYO MX）- 草野雫

### 電影
- GANTZ PERFECT ANSWER（2011年）
- 《黃色大象》(2013年)  飾演 妻利愛子（幼少期）
- 《滑冰鞋的約定》(2013年)  飾演 水元紗綾

### 动画
- 莉兹与青鸟(2018年，京都动画制作) - 莉兹、少女(青鸟) （配音）

### 其他
- 第99屆全國高等學校足球選手權大會 應援經理

2015年參加全員逃走中第40集「誘惑之門」。

## 外部連結
- OSCARPROMOTION CO., LTD. 的本田望結個人資料 （日語）
- 本田望結 - Official Blog & SNS by beamie （页面存档备份，存于）
- 本田望結 - オスカー電子カタログ （页面存档备份，存于）
- 本田望結的Instagram帳戶
- YouTube上的本田姉妹やで頻道